# Шаповал Олександр Андрійович
Олекса́ндр Андрі́йович Шапова́л  (1888, х. Писарщина (Максимівці) Пирятинський повіт, Полтавська губернія — 13 травня 1972, м. Чикаго) — український військовий діяч, полковник Армії УНР. Народився на хуторі Писарщині (Максимівці) Пирятинського повіту в селянській сім'ї.

## Життєпис
Командир 1 козацького полку ім. Богдана Хмельницького (1917), брав участь у повстанні проти гетьмана (1918).
За Директорії командир Правобережного фронту Армії УНР у боротьбі проти більшовиків, з 13 лютого 1919 у міністерстві військових справ в уряді Сергія Остапенка. Належав до Української Партії Соціалістів-Самостійників, згодом гетьманець.

В однострої армії УНР

У 1921 році підвищений до звання Генерал-хорунжий.
На еміграції в Празі завідувач бібліотеки Українського Високого Педагогічного Інституту ім. Михайла Драгоманова.
З 1930 році у США, «наказний отаман» Гетьманської Січі та редактор її органу журналу «Січ». Жив у Чикаго.
Був призначений референтом авіації Союзу Гетьманців Державників у Північній Америці.
18 травня 1972 року похований на цвинтарі у Річмонді (Мейн).